# GROMACS
GROMACS（全称：GROningen MAchine for Chemical Simulations，格罗宁根化学模拟体系）是一套分子动力学模拟程序包，主要用来模拟研究蛋白质、脂质、核酸等生物分子的性质。它起初由荷兰格罗宁根大学生物化学系开发，目前由来自世界各地的大学和研究机构维护。GROMACS是开源免费的软件，4.6版之前的版本使用GNU通用公共许可证(GPL)发行，而4.6版之后使用GNU宽通用公共许可证(LGPL)发行。

## 历史
GROMACS项目始于1991年，由荷兰格罗宁根大学生物化学系开发(1991-2000)，起初目标是构建一个在环形架构集群中进行并行计算的分子模拟环境。之后同一研究组使用C语言重写了程序，替代早期的Fortran 77版本。目前，Fortran 77编译器是可选的，Fortran代码仍然被用于性能敏感的模块。
2001年开始，GROMACS由瑞典皇家工学院和乌普萨拉大学开发。

## 特性
基于算法上的优化，GROMACS效率很高。并且，GROMACS使用编译安装以期望在特定处理器下达到最优化的运行效率。GROMACS使用命令行接口运转，使用文件输入输出，提供剩余时间估计(ETA)反馈，提供分子轨迹查看器及分子轨迹分析扩展包。。此外，GROMACS支持多种力场，能并行运行，或使用MPI做集群计算。GROMACS使用PDB文件导入分子坐标信息。导入一个或多个（例如溶剂）分子坐标文件开始计算，程序间隔一段模拟时间取样输出轨迹文件，这些轨迹文件可用自带的工具或自行编程分析。

### 彩蛋
截至2010年1月，GROMACS的源代码中含有大约400个英语以GROMACS为缩略语的笑话，这些句子随机出现在程序运行的输出流中。

## 应用
GROMACS的非GPL许可证版本被应用于分布式计算项目Folding@home。模拟人工生命的EvoGrid是另一个应用了GROMACS的项目。